# Llista de topònims d'Alforja
Llista de topònims (noms propis de lloc) del municipi d'Alforja, al Baix Camp
Informació actualitzada per un bot. Els canvis manuals es perdran quan s'actualitzi!

## casa
| imatge | Nom                       | Ubicat a | instància de | Detalls                                  | coordenades                                                                           | Protecció                                  | Commons (més fotos)       | Dades a WD                    |
| ------ | ------------------------- | -------- | ------------ | ---------------------------------------- | ------------------------------------------------------------------------------------- | ------------------------------------------ | ------------------------- | ----------------------------- |
|        | casa de Batllet           | Alforja  | casa         | Estil: arquitectura popular 16th century | 41° 12′ 35″ N, 0° 58′ 29″ E / 41.209701°N,0.974661°E ca:C. del Bolcador, 4-8 362 msnm | bé cultural d'interès local                | Casa de Batllet (Alforja) | Modifica les dades a Wikidata |
|        | casa de Bató              | Alforja  | casa         | Estil: arquitectura popular 18th century | 41° 12′ 37″ N, 0° 58′ 29″ E / 41.210244°N,0.97469°E ca:Pl. de Dalt, 1 376 msnm        | bé cultural d'interès local                | La Casa de Bató (Alforja) | Modifica les dades a Wikidata |
|        | casa dels Amics d'Alforja | Alforja  | casa         | Estil: arquitectura popular 18th century | 41° 12′ 37″ N, 0° 58′ 30″ E / 41.210183°N,0.974997°E ca:Plaça de Dalt, 10 376 msnm    | bé integrant del patrimoni cultural català | Casa dels Amics d'Alforja | Modifica les dades a Wikidata |

## creu de terme
| imatge | Nom              | Ubicat a | instància de  | Detalls                                                    | coordenades                                                                   | Protecció | Commons (més fotos)        | Dades a WD                    |
| ------ | ---------------- | -------- | ------------- | ---------------------------------------------------------- | ----------------------------------------------------------------------------- | --------- | -------------------------- | ----------------------------- |
|        | creu de Formatge | Alforja  | creu de terme | Creador: Josep Rull Marco Estil: arquitectura popular 1991 | 41° 11′ 55″ N, 0° 56′ 41″ E / 41.19861111111111°N,0.944722222222222°E         |           | Creu de Formatge           | Modifica les dades a Wikidata |
|        | creu de Pedra    | Alforja  | creu de terme |                                                            | 41° 12′ 35″ N, 0° 58′ 10″ E / 41.2098281311133°N,0.969550333142117°E 369 msnm |           | La Creu de Pedra d'Alforja | Modifica les dades a Wikidata |

## curs d'aigua
| imatge | Nom              | Ubicat a                                                                | instància de | Detalls                     | coordenades | Protecció | Commons (més fotos) | Dades a WD                    |
| ------ | ---------------- | ----------------------------------------------------------------------- | ------------ | --------------------------- | --- | --------- | ------------------- | ----------------------------- |
|        | riera d'Alforja  | Alforja les Borges del Camp Botarell Riudoms Montbrió del Camp Cambrils | curs d'aigua | Desemboca: mar Mediterrània | 41° 13′ 15″ N, 0° 55′ 59″ E / 41.220903°N,0.933171°E 41° 03′ 48″ N, 1° 03′ 18″ E / 41.06339°N,1.055061111111111°E |           | Riera d'Alforja     | Modifica les dades a Wikidata |
|        | riu de Cortiella | Alforja Porrera                                                         | curs d'aigua | Desemboca: riu de Siurana   | 41° 11′ 21″ N, 0° 47′ 25″ E / 41.189189°N,0.790145°E                                                              |           |                     | Modifica les dades a Wikidata |

## entitat singular de població
| imatge | Nom           | Ubicat a | instància de                                   | Detalls  | coordenades                                                                | Protecció | Commons (més fotos) | Dades a WD                    |
| ------ | ------------- | -------- | ---------------------------------------------- | -------- | -------------------------------------------------------------------------- | --------- | ------------------- | ----------------------------- |
|        | Alforja       | Alforja  | entitat singular de població capital municipal | 1488 hab | 41° 12′ 40″ N, 0° 58′ 32″ E / 41.21108°N,0.97542°E 373 msnm                |           |                     | Modifica les dades a Wikidata |
|        | Mas de l'Aleu | Alforja  | entitat singular de població                   | 0 hab    | 41° 12′ 17″ N, 0° 59′ 16″ E / 41.204734°N,0.987747°E 325 msnm              |           |                     | Modifica les dades a Wikidata |
|        | Portugal      | Alforja  | entitat singular de població                   | 287 hab  | 41° 12′ 50″ N, 1° 00′ 09″ E / 41.213827°N,1.002602°E 385 msnm              |           | Portugal (Alforja)  | Modifica les dades a Wikidata |
|        | Sant Antoni   | Alforja  | entitat singular de població                   | 37 hab   | 41° 12′ 22″ N, 0° 58′ 02″ E / 41.206091°N,0.967176°E 430 msnm              |           |                     | Modifica les dades a Wikidata |
|        | els Garrigots | Alforja  | entitat singular de població                   | 30 hab   | 41° 12′ 34″ N, 0° 59′ 19″ E / 41.20949364°N,0.98863665°E 353 msnm          |           |                     | Modifica les dades a Wikidata |
|        | els Servians  | Alforja  | entitat singular de població                   | 46 hab   | 41° 11′ 54″ N, 1° 00′ 29″ E / 41.198341°N,1.008025°E 390 msnm              |           |                     | Modifica les dades a Wikidata |
|        | les Barqueres | Alforja  | entitat singular de població                   | 139 hab  | 41° 12′ 20″ N, 0° 59′ 43″ E / 41.20542427847°N,0.99514208345998°E 339 msnm |           |                     | Modifica les dades a Wikidata |

## església
| imatge | Nom                                        | Ubicat a | instància de    | Detalls                     | coordenades                                                  | Protecció                   | Commons (més fotos)            | Dades a WD                    |
| ------ | ------------------------------------------ | -------- | --------------- | --------------------------- | ------------------------------------------------------------ | --------------------------- | ------------------------------ | ----------------------------- |
|        | Mare de Déu de Puigcerver                  | Alforja  | església        | Estil: arquitectura popular | 41° 11′ 51″ N, 0° 55′ 52″ E / 41.1975°N,0.9311111111111112°E | bé cultural d'interès local | Ermita de Puigcerver           | Modifica les dades a Wikidata |
|        | Sant Miquel d'Alforja                      | Alforja  | església        | Estil: barroc               | 41° 12′ 36″ N, 0° 58′ 29″ E / 41.209936°N,0.974642°E         | bé cultural d'interès local | Sant Miquel d'Alforja          | Modifica les dades a Wikidata |
|        | Santuari de Sant Antoni de Pàdua d'Alforja | Alforja  | església ermita | Estil: arquitectura popular | 41° 12′ 24″ N, 0° 57′ 49″ E / 41.206646°N,0.963692°E         | bé cultural d'interès local | Sant Antoni de Pàdua d'Alforja | Modifica les dades a Wikidata |

## font
| imatge | Nom                     | Ubicat a | instància de | Detalls | coordenades                                                          | Protecció | Commons (més fotos) | Dades a WD                    |
| ------ | ----------------------- | -------- | ------------ | ------- | -------------------------------------------------------------------- | --------- | ------------------- | ----------------------------- |
|        | font Boja               | Alforja  | font         |         | 41° 12′ 48″ N, 0° 55′ 41″ E / 41.213244301801°N,0.92810760545423°E   |           |                     | Modifica les dades a Wikidata |
|        | font de l'Obaga del Paí | Alforja  | font         |         | 41° 12′ 14″ N, 0° 57′ 29″ E / 41.2039676851751°N,0.958020013637874°E |           |                     | Modifica les dades a Wikidata |

## granja
| imatge | Nom                     | Ubicat a | instància de | Detalls | coordenades                                                          | Protecció | Commons (més fotos) | Dades a WD                    |
| ------ | ----------------------- | -------- | ------------ | ------- | -------------------------------------------------------------------- | --------- | ------------------- | ----------------------------- |
|        | Granges del Bonet       | Alforja  | granja       |         | 41° 12′ 59″ N, 0° 59′ 46″ E / 41.2164530414324°N,0.996029480784601°E |           |                     | Modifica les dades a Wikidata |
|        | Granges del Ramon Àvila | Alforja  | granja       |         | 41° 12′ 50″ N, 0° 59′ 06″ E / 41.2138759565216°N,0.985134352438962°E |           |                     | Modifica les dades a Wikidata |

## masia
| imatge | Nom                       | Ubicat a | instància de | Detalls                                  | coordenades                                                                                            | Protecció                                  | Commons (més fotos)        | Dades a WD                    |
| ------ | ------------------------- | -------- | ------------ | ---------------------------------------- | --- | ------------------------------------------ | -------------------------- | ----------------------------- |
|        | Caseta del Ferrer de Tall | Alforja  | masia        |                                          | 41° 13′ 02″ N, 0° 58′ 09″ E / 41.2172327643661°N,0.969082695784029°E                                   |                                            |                            | Modifica les dades a Wikidata |
|        | Mas d'en Baget            | Alforja  | masia        |                                          | 41° 13′ 22″ N, 1° 00′ 11″ E / 41.222673730755°N,1.0029658192761°E                                      |                                            |                            | Modifica les dades a Wikidata |
|        | Mas d'en Bover            | Alforja  | masia        |                                          | 41° 11′ 34″ N, 0° 54′ 59″ E / 41.1927546572436°N,0.916347884693594°E                                   |                                            |                            | Modifica les dades a Wikidata |
|        | Mas d'en Brunet           | Alforja  | masia        |                                          | 41° 13′ 38″ N, 0° 59′ 54″ E / 41.2271842950737°N,0.99831451032843°E                                    |                                            |                            | Modifica les dades a Wikidata |
|        | Mas d'en Cama             | Alforja  | masia        |                                          | 41° 13′ 38″ N, 1° 00′ 11″ E / 41.2271924316392°N,1.00293136029331°E                                    |                                            |                            | Modifica les dades a Wikidata |
|        | Mas d'en Lluc             | Alforja  | masia        |                                          | 41° 12′ 25″ N, 0° 56′ 22″ E / 41.2070693392429°N,0.939496681914672°E                                   |                                            |                            | Modifica les dades a Wikidata |
|        | Mas d'en Manyà            | Alforja  | masia        |                                          | 41° 11′ 31″ N, 0° 53′ 26″ E / 41.191847411679°N,0.89062632599981°E                                     |                                            |                            | Modifica les dades a Wikidata |
|        | Mas d'en Metge            | Alforja  | masia        |                                          | 41° 12′ 53″ N, 0° 58′ 39″ E / 41.2147141921373°N,0.977462646945663°E                                   |                                            |                            | Modifica les dades a Wikidata |
|        | Mas d'en Roca             | Alforja  | masia        |                                          | 41° 11′ 09″ N, 0° 54′ 13″ E / 41.1857678212076°N,0.903597402722604°E                                   |                                            |                            | Modifica les dades a Wikidata |
|        | Mas d'en Roig             | Alforja  | masia        |                                          | 41° 12′ 42″ N, 0° 56′ 50″ E / 41.211785635199°N,0.94723765535292°E                                     |                                            |                            | Modifica les dades a Wikidata |
|        | Mas d'en Sarobé           | Alforja  | masia        |                                          | 41° 12′ 51″ N, 0° 56′ 09″ E / 41.214081313843°N,0.935722019138623°E                                    |                                            |                            | Modifica les dades a Wikidata |
|        | Mas de l'Aleu             | Alforja  | masia        |                                          | 41° 12′ 06″ N, 0° 59′ 13″ E / 41.201677751553°N,0.98690847019713°E                                     |                                            |                            | Modifica les dades a Wikidata |
|        | Mas de l'Alzina           | Alforja  | masia        |                                          | 41° 13′ 03″ N, 1° 00′ 11″ E / 41.2174830787549°N,1.00295247266389°E                                    |                                            |                            | Modifica les dades a Wikidata |
|        | Mas de l'Aragonès         | Alforja  | masia        |                                          | 41° 13′ 48″ N, 0° 59′ 45″ E / 41.2298881026658°N,0.995821955722536°E                                   |                                            |                            | Modifica les dades a Wikidata |
|        | Mas de la Filomeneta      | Alforja  | masia        |                                          | 41° 12′ 38″ N, 0° 58′ 03″ E / 41.2105385007512°N,0.967441062029727°E                                   |                                            |                            | Modifica les dades a Wikidata |
|        | Mas de la Mata            | Alforja  | masia        |                                          | 41° 11′ 24″ N, 1° 00′ 01″ E / 41.1898946780823°N,1.00039310498534°E                                    |                                            |                            | Modifica les dades a Wikidata |
|        | Mas de les Olles          | Alforja  | masia        |                                          | 41° 11′ 33″ N, 0° 57′ 07″ E / 41.1923759996346°N,0.951965225021927°E                                   |                                            |                            | Modifica les dades a Wikidata |
|        | Mas del Baladrer          | Alforja  | masia        |                                          | 41° 12′ 55″ N, 0° 56′ 23″ E / 41.2152534620659°N,0.939812329199455°E                                   |                                            |                            | Modifica les dades a Wikidata |
|        | Mas del Borràs            | Alforja  | masia        |                                          | 41° 11′ 54″ N, 0° 59′ 25″ E / 41.1983109313822°N,0.990250864006241°E                                   |                                            |                            | Modifica les dades a Wikidata |
|        | Mas del Botaret           | Alforja  | masia        |                                          | 41° 12′ 24″ N, 0° 56′ 27″ E / 41.2065888984235°N,0.940835621496835°E                                   |                                            |                            | Modifica les dades a Wikidata |
|        | Mas del Botó              | Alforja  | masia        |                                          | 41° 11′ 43″ N, 0° 55′ 30″ E / 41.195176054352°N,0.92510034208694°E                                     |                                            |                            | Modifica les dades a Wikidata |
|        | Mas del Covo              | Alforja  | masia        |                                          | 41° 11′ 35″ N, 0° 54′ 54″ E / 41.1929816825926°N,0.914957478179584°E                                   |                                            |                            | Modifica les dades a Wikidata |
|        | Mas del Fum               | Alforja  | masia        |                                          | 41° 11′ 45″ N, 0° 55′ 19″ E / 41.1958351310815°N,0.921830920440181°E                                   |                                            |                            | Modifica les dades a Wikidata |
|        | Mas del Gerret            | Alforja  | masia        |                                          | 41° 12′ 13″ N, 0° 56′ 30″ E / 41.2036217839937°N,0.941632316442098°E                                   |                                            |                            | Modifica les dades a Wikidata |
|        | Mas del Grau              | Alforja  | masia        |                                          | 41° 11′ 16″ N, 0° 54′ 20″ E / 41.187760491995°N,0.905691920417156°E                                    |                                            |                            | Modifica les dades a Wikidata |
|        | Mas del Mingatxo          | Alforja  | masia        |                                          | 41° 11′ 42″ N, 0° 59′ 55″ E / 41.1948970098848°N,0.998511756868077°E                                   |                                            |                            | Modifica les dades a Wikidata |
|        | Mas del Paí               | Alforja  | masia        |                                          | 41° 12′ 08″ N, 0° 57′ 34″ E / 41.2023338977432°N,0.959346894230442°E                                   |                                            |                            | Modifica les dades a Wikidata |
|        | Mas del Perdiueta         | Alforja  | masia        |                                          | 41° 12′ 12″ N, 0° 59′ 16″ E / 41.2033376188654°N,0.987711793415915°E                                   |                                            |                            | Modifica les dades a Wikidata |
|        | Mas del Salat             | Alforja  | masia        |                                          | 41° 13′ 07″ N, 0° 56′ 21″ E / 41.2185013244799°N,0.939102002924132°E                                   |                                            |                            | Modifica les dades a Wikidata |
|        | Mas del Sardo             | Alforja  | masia        |                                          | 41° 11′ 23″ N, 0° 58′ 14″ E / 41.189681895026°N,0.97058317377726°E                                     |                                            |                            | Modifica les dades a Wikidata |
|        | Mas del Tafall            | Alforja  | masia        |                                          | 41° 11′ 18″ N, 0° 54′ 29″ E / 41.1883990335721°N,0.908115848893331°E                                   |                                            |                            | Modifica les dades a Wikidata |
|        | Mas del Vicari            | Alforja  | masia        |                                          | 41° 11′ 27″ N, 0° 54′ 40″ E / 41.1909648866015°N,0.911027017277118°E                                   |                                            |                            | Modifica les dades a Wikidata |
|        | Mas del Vilella           | Alforja  | masia        |                                          | 41° 11′ 24″ N, 0° 54′ 29″ E / 41.1899014890586°N,0.90802031139489°E                                    |                                            |                            | Modifica les dades a Wikidata |
|        | Mas del Xalan             | Alforja  | masia        |                                          | 41° 12′ 06″ N, 0° 56′ 32″ E / 41.2016050489147°N,0.942184491091062°E                                   |                                            |                            | Modifica les dades a Wikidata |
|        | el Pleià                  | Alforja  | masia        |                                          | 41° 12′ 45″ N, 0° 58′ 46″ E / 41.2126072383523°N,0.979555295424488°E                                   |                                            |                            | Modifica les dades a Wikidata |
|        | l'Obaga del Paí           | Alforja  | masia        |                                          | 41° 12′ 14″ N, 0° 57′ 34″ E / 41.2039561945728°N,0.959403812289187°E                                   |                                            |                            | Modifica les dades a Wikidata |
|        | la Barbarosa              | Alforja  | masia        |                                          | 41° 11′ 52″ N, 0° 59′ 38″ E / 41.1978509520532°N,0.993830557074483°E                                   |                                            |                            | Modifica les dades a Wikidata |
|        | la Casanova               | Alforja  | masia        |                                          | 41° 11′ 01″ N, 0° 54′ 48″ E / 41.1835212187402°N,0.91330242581856°E                                    |                                            |                            | Modifica les dades a Wikidata |
|        | les Olles del Po          | Alforja  | masia        |                                          | 41° 11′ 46″ N, 0° 56′ 42″ E / 41.1960349953038°N,0.945006316126771°E                                   |                                            |                            | Modifica les dades a Wikidata |
|        | mas d'en Mestres          | Alforja  | masia        | Estil: arquitectura popular 16th century | 41° 11′ 02″ N, 0° 54′ 46″ E / 41.1838°N,0.912891°E ca:Partida del Mas d'en Mestres, Cortiella 534 msnm | bé integrant del patrimoni cultural català | Mas d'en Mestres (Alforja) | Modifica les dades a Wikidata |

## molí d'aigua
| imatge | Nom          | Ubicat a | instància de         | Detalls                     | coordenades                                                                                         | Protecció                                  | Commons (més fotos) | Dades a WD                    |
| ------ | ------------ | -------- | -------------------- | --------------------------- | --------------------------------------------------------------------------------------------------- | ------------------------------------------ | ------------------- | ----------------------------- |
|        | Molí Vell    | Alforja  | molí d'aigua         | Estil: arquitectura popular | 41° 12′ 30″ N, 0° 58′ 34″ E / 41.208453°N,0.97607°E ca:Riera de l'Alforja, los Molinassos 352 msnm  | bé integrant del patrimoni cultural català |                     | Modifica les dades a Wikidata |
|        | Molí del Mig | Alforja  | molí d'aigua edifici |                             | 41° 12′ 29″ N, 0° 58′ 50″ E / 41.2079603627145°N,0.980628612863515°E                                |                                            |                     | Modifica les dades a Wikidata |
|        | lo Molí Nou  | Alforja  | molí d'aigua         |                             | 41° 13′ 53″ N, 0° 59′ 03″ E / 41.2314694112065°N,0.984248051839815°E                                |                                            |                     | Modifica les dades a Wikidata |
|        | molí Nou     | Alforja  | molí d'aigua         | Estil: arquitectura popular | 41° 12′ 26″ N, 0° 59′ 05″ E / 41.207253°N,0.984643°E ca:Riera de l'Alforja, los Molinassos 344 msnm | bé integrant del patrimoni cultural català |                     | Modifica les dades a Wikidata |

## muntanya
| imatge | Nom                 | Ubicat a                    | instància de | Detalls | coordenades                                                             | Protecció | Commons (més fotos) | Dades a WD                    |
| ------ | ------------------- | --------------------------- | ------------ | ------- | ----------------------------------------------------------------------- | --------- | ------------------- | ----------------------------- |
|        | Puig de n'Eres      | Alforja                     | muntanya     |         | 41° 12′ 01″ N, 0° 57′ 06″ E / 41.2002°N,0.951571°E 767 msnm             |           |                     | Modifica les dades a Wikidata |
|        | Puigcerver          | Alforja Riudecols           | muntanya     |         | 41° 11′ 37″ N, 0° 55′ 54″ E / 41.1935878726°N,0.931584555592°E 834 msnm |           | Puigcerver          | Modifica les dades a Wikidata |
|        | Punta Alta          | Alforja Riudecols           | muntanya     |         | 41° 11′ 15″ N, 0° 57′ 42″ E / 41.18760278°N,0.96176389°E 597.8 msnm     |           |                     | Modifica les dades a Wikidata |
|        | Punta de la Peixera | Alforja Porrera             | muntanya     |         | 41° 11′ 05″ N, 0° 52′ 41″ E / 41.184769°N,0.877931°E 621.9 msnm         |           | Punta de la Peixera | Modifica les dades a Wikidata |
|        | Roquer del Llamp    | Porrera Alforja             | muntanya     |         | 41° 11′ 44″ N, 0° 54′ 31″ E / 41.19566111°N,0.90863611°E 707.4 msnm     |           |                     | Modifica les dades a Wikidata |
|        | Serret del Cisa     | Alforja Maspujols l'Aleixar | muntanya     |         | 41° 11′ 59″ N, 1° 01′ 03″ E / 41.199653°N,1.017457°E 542 msnm           |           | Serret del Cisa     | Modifica les dades a Wikidata |

## pedrera
| imatge | Nom                         | Ubicat a | instància de | Detalls | coordenades                                                          | Protecció | Commons (més fotos) | Dades a WD                    |
| ------ | --------------------------- | -------- | ------------ | ------- | -------------------------------------------------------------------- | --------- | ------------------- | ----------------------------- |
|        | Pedrera del Còdol d'en Bruc | Alforja  | pedrera      |         | 41° 12′ 40″ N, 0° 57′ 50″ E / 41.2110600203396°N,0.963822804176573°E |           |                     | Modifica les dades a Wikidata |
|        | Pedrera del Pinyana         | Alforja  | pedrera      |         | 41° 13′ 27″ N, 0° 57′ 52″ E / 41.2240342171694°N,0.964553574459259°E |           |                     | Modifica les dades a Wikidata |
|        | Pedrera del Pixixiu         | Alforja  | pedrera      |         | 41° 11′ 28″ N, 1° 00′ 07″ E / 41.1911279045621°N,1.00190567769121°E  |           |                     | Modifica les dades a Wikidata |
|        | Pedrera dels Crosos         | Alforja  | pedrera      |         | 41° 13′ 12″ N, 0° 57′ 28″ E / 41.2200694923813°N,0.957853078122998°E |           |                     | Modifica les dades a Wikidata |

## pont
| imatge | Nom                 | Ubicat a | instància de | Detalls | coordenades                                                          | Protecció | Commons (més fotos) | Dades a WD                    |
| ------ | ------------------- | -------- | ------------ | ------- | -------------------------------------------------------------------- | --------- | ------------------- | ----------------------------- |
|        | Pont de l'Adoberia  | Alforja  | pont         |         | 41° 12′ 34″ N, 0° 59′ 01″ E / 41.2093480777786°N,0.983746640986931°E |           |                     | Modifica les dades a Wikidata |
|        | Pont de les Bruixes | Alforja  | pont         |         | 41° 12′ 36″ N, 0° 58′ 56″ E / 41.2098690203377°N,0.982120453477938°E |           |                     | Modifica les dades a Wikidata |
|        | Pont del Balcells   | Alforja  | pont         |         | 41° 12′ 37″ N, 0° 58′ 24″ E / 41.2102904032885°N,0.973293160634836°E |           |                     | Modifica les dades a Wikidata |
|        | Pont del Magall     | Alforja  | pont         |         | 41° 12′ 55″ N, 0° 58′ 32″ E / 41.2153120783057°N,0.975607264933716°E |           |                     | Modifica les dades a Wikidata |
|        | Pont del Moreral    | Alforja  | pont         |         | 41° 12′ 26″ N, 0° 58′ 46″ E / 41.2071937190086°N,0.979542998276944°E |           |                     | Modifica les dades a Wikidata |

## pou de neu
| imatge | Nom                     | Ubicat a | instància de | Detalls                                  | coordenades | Protecció                                  | Commons (més fotos)     | Dades a WD                    |
| ------ | ----------------------- | -------- | ------------ | ---------------------------------------- | --- | ------------------------------------------ | ----------------------- | ----------------------------- |
|        | nevera del Ginoteta     | Alforja  | pou de neu   | Estil: arquitectura popular 19th century | 41° 12′ 35″ N, 0° 57′ 48″ E / 41.209816°N,0.963241°E ca:Tocant al mas del Ginoteta, a les Obagues (Alforja) 393 msnm | bé integrant del patrimoni cultural català | Nevera del Ginoteta     | Modifica les dades a Wikidata |
|        | nevera del Mas d'en Paí | Alforja  | pou de neu   | Estil: arquitectura popular 19th century | 41° 12′ 23″ N, 0° 57′ 36″ E / 41.206486°N,0.960053°E ca:Adossada al mas d'en Paí, a les Obagues (Alforja) 450 msnm   | bé integrant del patrimoni cultural català | Nevera del Mas d'en Paí | Modifica les dades a Wikidata |

## serra
| imatge | Nom               | Ubicat a          | instància de | Detalls | coordenades                                                       | Protecció | Commons (més fotos) | Dades a WD                    |
| ------ | ----------------- | ----------------- | ------------ | ------- | ----------------------------------------------------------------- | --------- | ------------------- | ----------------------------- |
|        | Serra del Fum     | Alforja Riudecols | serra        |         | 41° 11′ 18″ N, 0° 57′ 27″ E / 41.1884°N,0.957425°E 605.4 msnm     |           |                     | Modifica les dades a Wikidata |
|        | Serra del Regalat | Alforja           | serra        |         | 41° 12′ 01″ N, 0° 57′ 06″ E / 41.20017194°N,0.95157056°E 767 msnm |           |                     | Modifica les dades a Wikidata |

## Misc
| imatge | Nom                          | Ubicat a | instància de       | Detalls                                  | coordenades                                                                     | Protecció                                            | Commons (més fotos)       | Dades a WD                    |
| ------ | ---------------------------- | -------- | ------------------ | ---------------------------------------- | ------------------------------------------------------------------------------- | ---------------------------------------------------- | ------------------------- | ----------------------------- |
|        | Castell d'Alforja            | Alforja  | castell            | Estil: arquitectura popular              | 41° 12′ 32″ N, 0° 58′ 34″ E / 41.209°N,0.976181°E ca:plaça del Castell 360 msnm | bé d'interès cultural bé cultural d'interès nacional | Castell d'Alforja         | Modifica les dades a Wikidata |
|        | Cortiella                    | Alforja  | despoblat          |                                          | 41° 11′ 02″ N, 0° 54′ 45″ E / 41.183861111111°N,0.91256388888889°E 534 msnm     |                                                      | Cortiella                 | Modifica les dades a Wikidata |
|        | Moyo                         | Alforja  | vèrtex geodèsic    | Alt: 1.15m                               | 41° 12′ 47″ N, 0° 55′ 16″ E / 41.213098°N,0.921045°E 915.499 msnm               |                                                      |                           | Modifica les dades a Wikidata |
|        | Polígon industrial Les Sorts | Alforja  | polígon industrial |                                          | 41° 12′ 52″ N, 0° 58′ 26″ E / 41.214505161339°N,0.973771360454572°E             |                                                      |                           | Modifica les dades a Wikidata |
|        | bòbila de la Mata            | Alforja  | teuleria           | Estil: arquitectura popular 20th century | 41° 11′ 39″ N, 0° 59′ 52″ E / 41.194177°N,0.997821°E 310 msnm                   | bé integrant del patrimoni cultural català           | Bòbila de la Mata         | Modifica les dades a Wikidata |
|        | casa consistorial d'Alforja  | Alforja  | casa consistorial  |                                          | 41° 12′ 38″ N, 0° 58′ 31″ E / 41.2105263°N,0.9753706°E                          |                                                      | Casa de la vila d'Alforja | Modifica les dades a Wikidata |
|        | centre històric d'Alforja    | Alforja  | centre històric    | Estil: arquitectura popular              | 41° 12′ 38″ N, 0° 58′ 29″ E / 41.210474°N,0.974645°E ca:Carrer Major 376 msnm   | bé cultural d'interès local                          | Centre històric d'Alforja | Modifica les dades a Wikidata |
|        | corral del Freixes           | Alforja  | corral edifici     |                                          | 41° 12′ 57″ N, 0° 55′ 45″ E / 41.2157819504984°N,0.929107943346277°E            |                                                      |                           | Modifica les dades a Wikidata |